# Bończa III

Herb Bończa III w stylizacji Tadeusza Gajla

Herb według HKP

Bończa III (Bończa 4, Połczyński, Półczyński, Pulcinski, Janta-Połczyński, Bończa odmienny, Janta III) – polski herb szlachecki, odmiana herbu Bończa.

## Opis herbu
Opis zgodnie z klasycznymi regułami blazonowania:
W polu czerwonym jednorożec skaczący srebrny. Klejnot: Pół wspiętego jednorożca srebrnego. Labry: Czerwone, podbite srebrem.

## Najwcześniejsze wzmianki
Bończa III to nazwa przyporządkowana przez Ostrowskiego wariantowi herbu Bończa z czerwonym polem. Wariant taki (pod nazwą Rinocerus) pojawia się w rękopisie Kamyna Klejnotów Długosza z około 1575 roku oraz w Orbis Polonus Szymona Okolskiego (1641). Jako Bończa 4 herb wymieniany jest przez Herbarz rodzin szlacheckich Królestwa Polskiego (1853).
Identyczny herb używany był przez osiadłą na Kaszubach rodzinę Janta-Połczyńskich. Podając dane genealogiczne do herbarza Teodora Żychlińskiego, przedstawiciele rodziny posłużyli się odpisem dokumentu z 1638 roku, gdzie opisano omawiany tutaj herb. Wprawdzie ów dokument był sfałszowany, tym niemniej informuje on, że Janta-Połczyńscy posługiwali się takim herbem od XVII wieku. Pieczęć z herbem Bończa przyłożył 27 września 1790 Maciej Janta Pułczyński. Bez barw, z nieokreślonym zwierzęciem i innym klejnotem (pióra strusie) herb Janta-Połczyńskich znany jest z pieczęci Józefa Półczyńskiego z 1771 roku.

## Herbowni
Herb ten podawany jest przez Herbarz rodzin szlacheckich Królestwa Polskiego jako herb rodziny Skarżyńskich.
Identycznego herbu używała od XVII wieku kaszubska rodzina Janta-Połczyńskich, która następnie w XIX-XX wieku zarzuciła go na rzecz podstawowej odmiany Bończy. Wcześniej rodzina ta mogła się posługiwać herbami Janta albo Janta II.
Tadeusz Gajl wymienia jeszcze nazwiska Herberski, Żelasiński (Żelaziński).